# Pardosa gerhardti
Pardosa gerhardti este o specie de păianjeni din genul Pardosa, familia Lycosidae. A fost descrisă pentru prima dată de Embrik Strand în anul 1922. Conform Catalogue of Life specia Pardosa gerhardti nu are subspecii cunoscute.